# مونتیولو (آلاباما)
مونتیولو (به انگلیسی: Montevallo) شهری در شهرستان شلبی ایالت آلاباما است که مساحت آن ۳۳٫۳۶ کیلومتر مربع است و در سرشماری سال ۲۰۱۰ میلادی، ۶٬۳۲۳ نفر جمعیت داشته و تراکم جمعیتی آن، ۱۸۹٫۵۴ نفر در هر کیلومتر مربع بوده است.

## نگارخانه

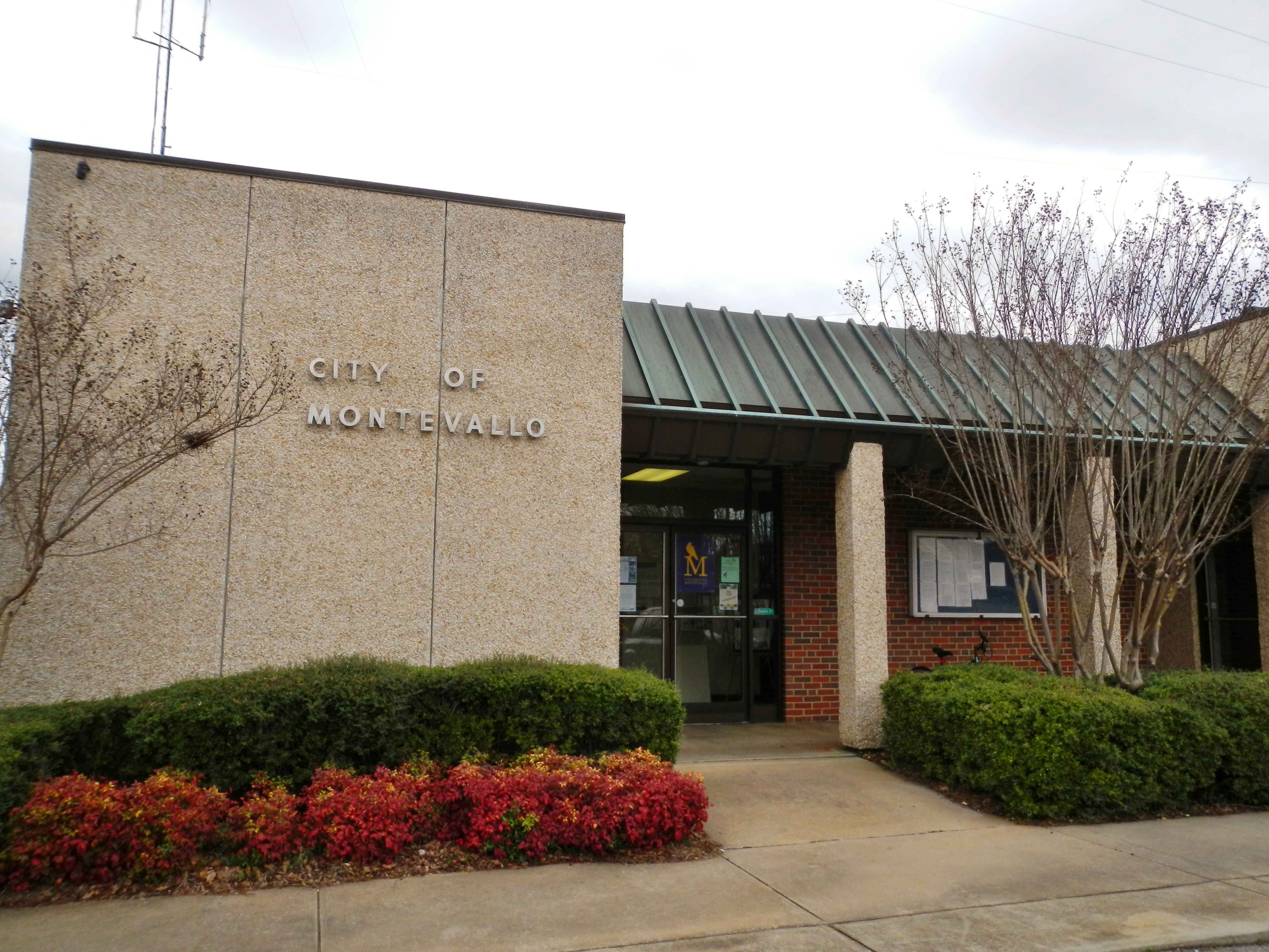
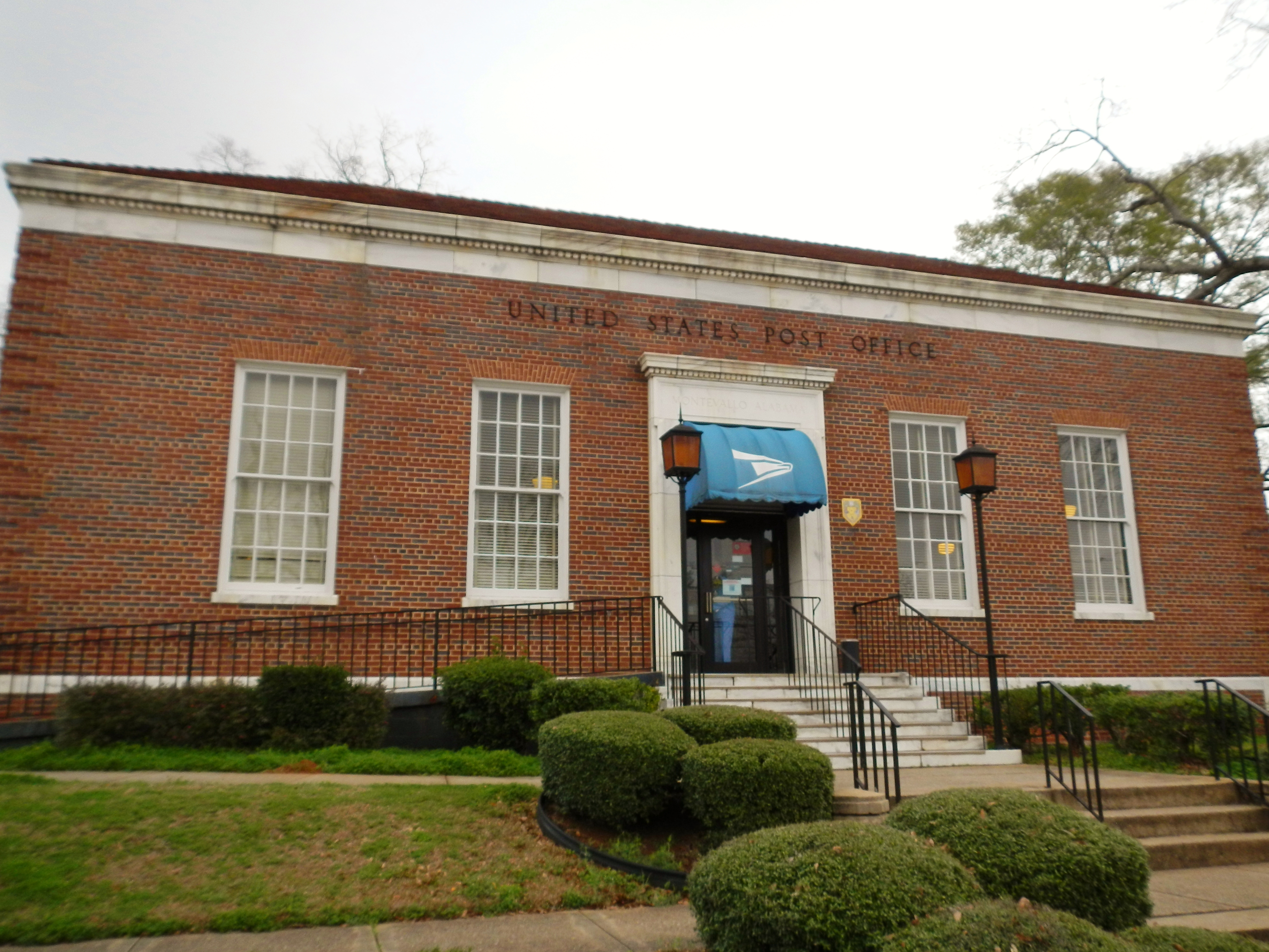
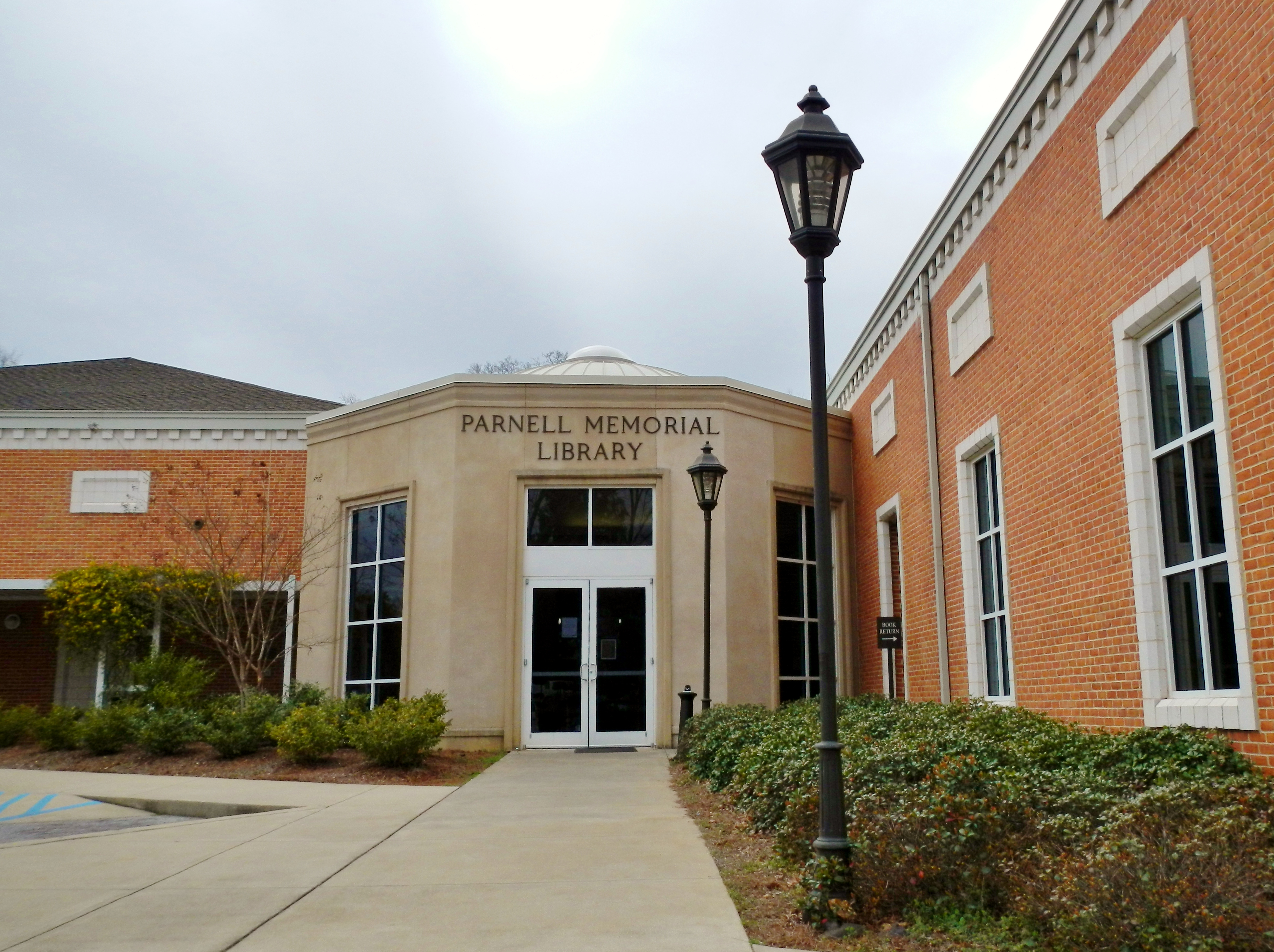
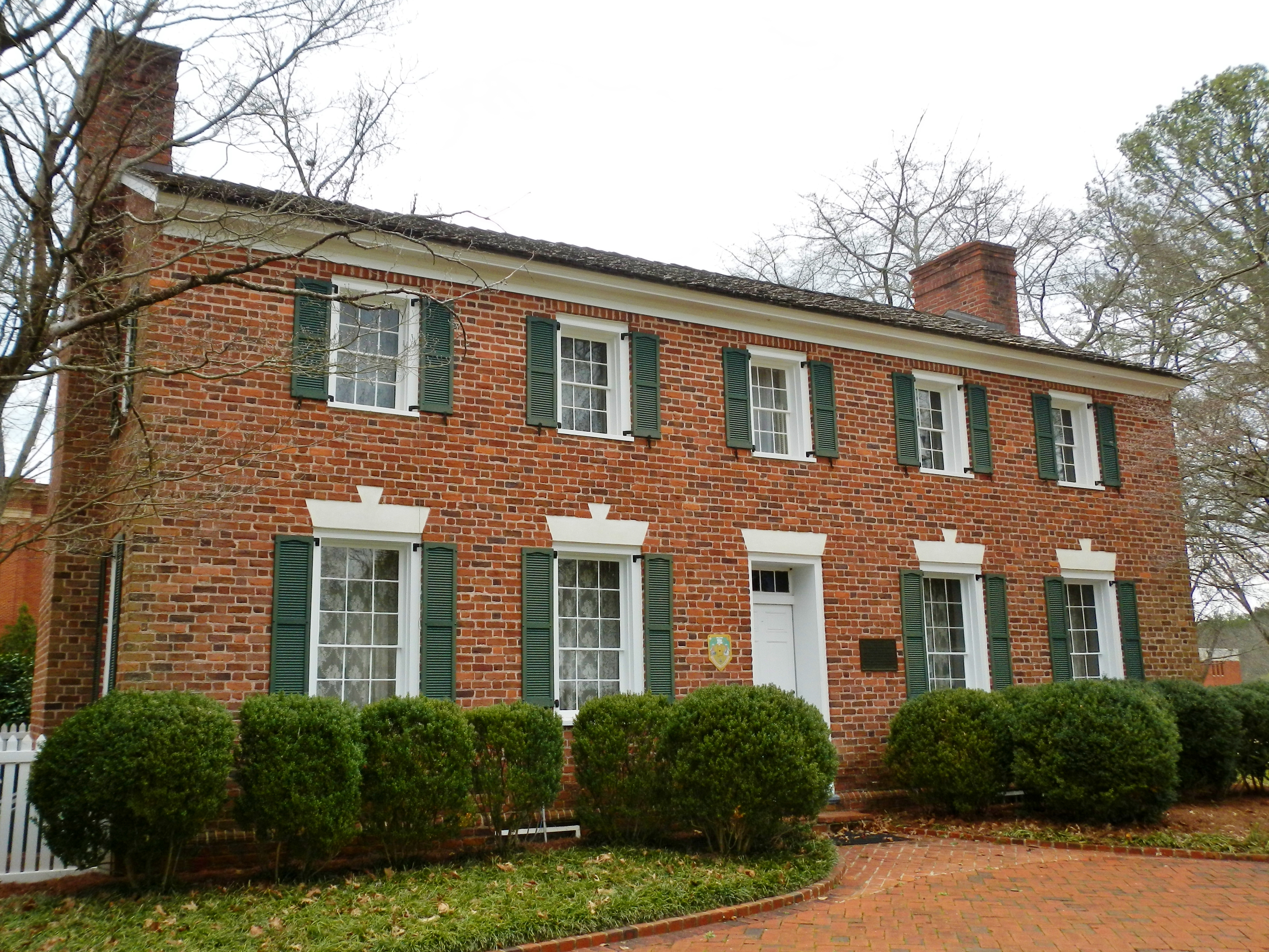
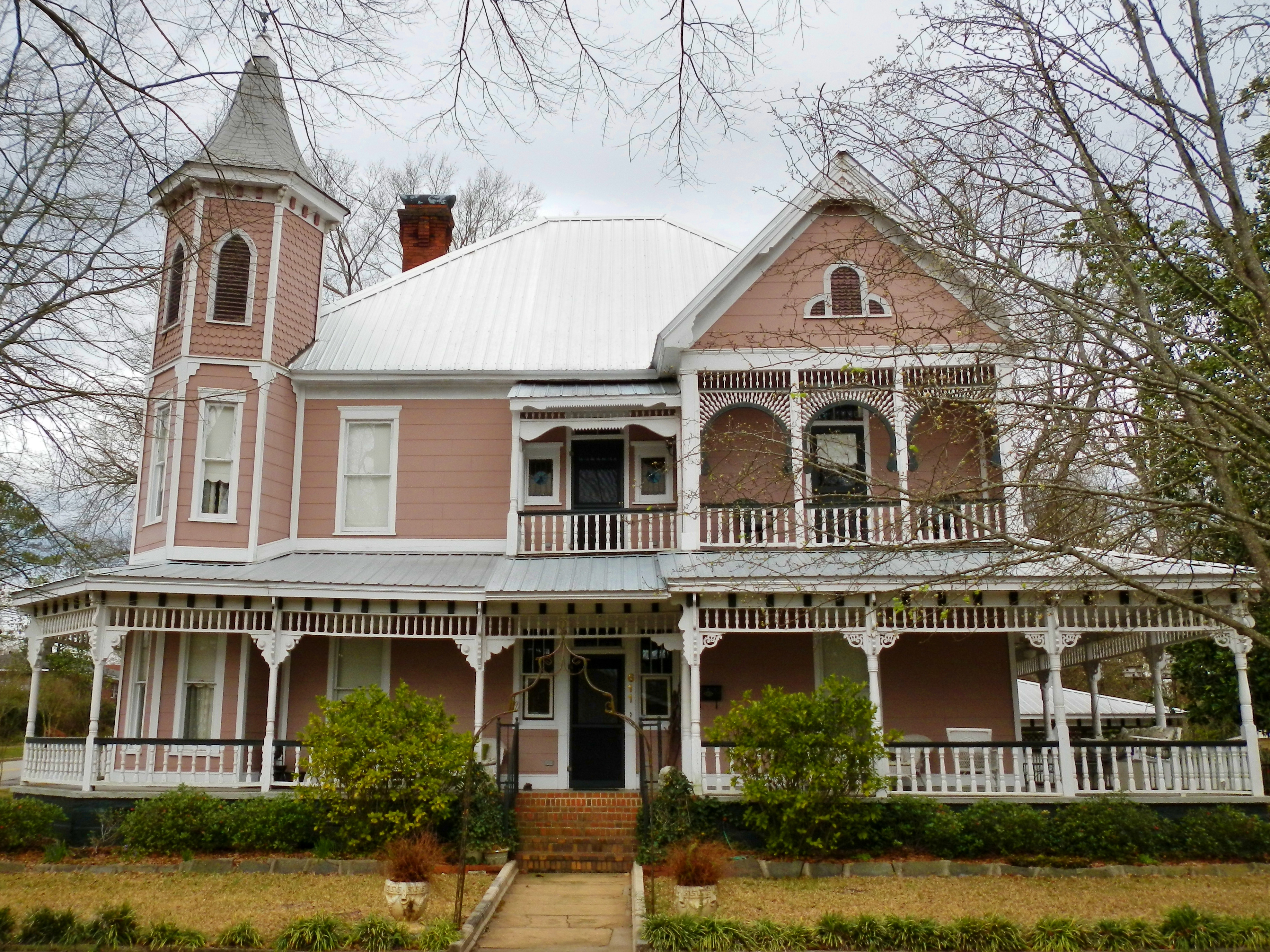
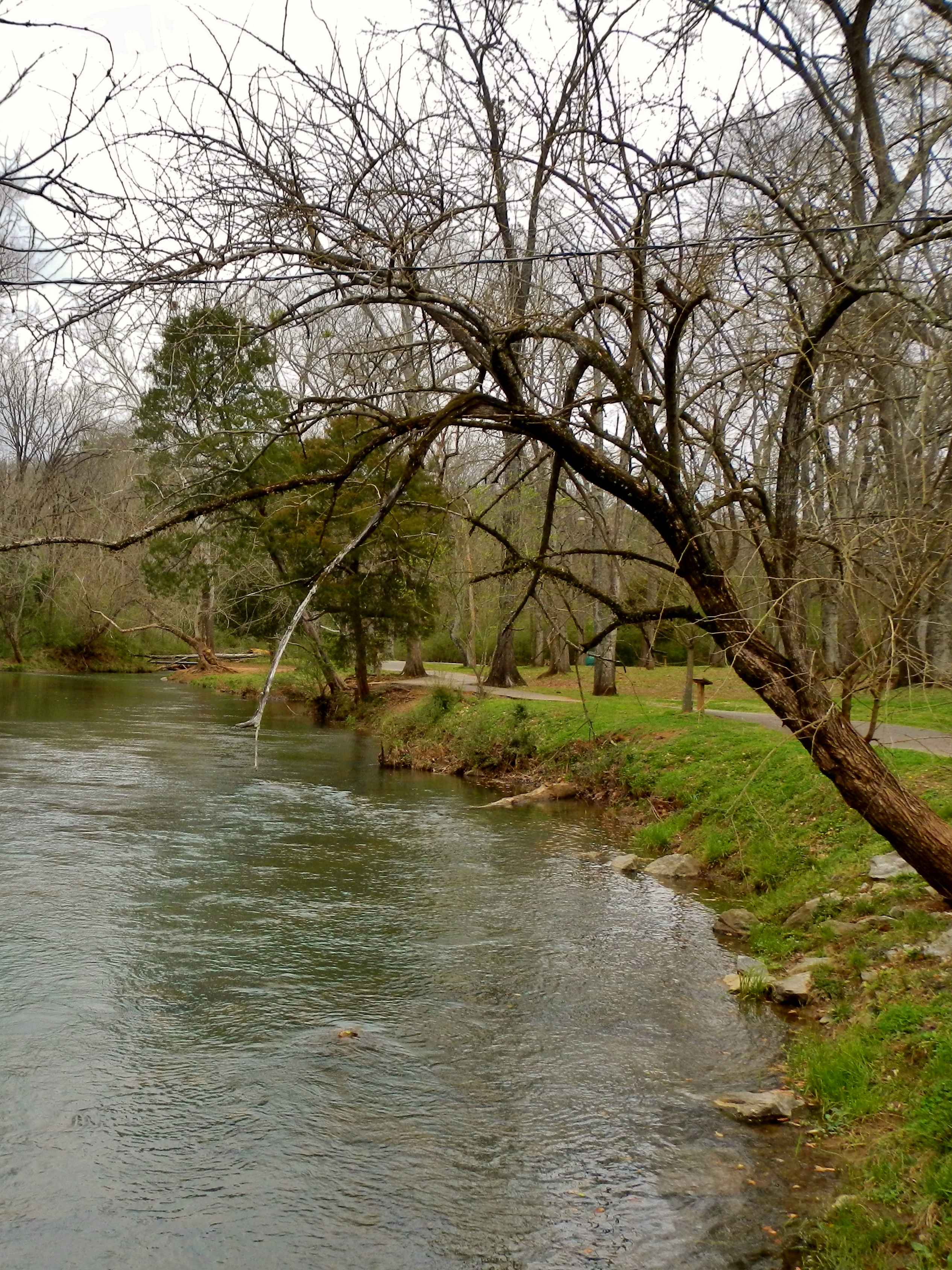
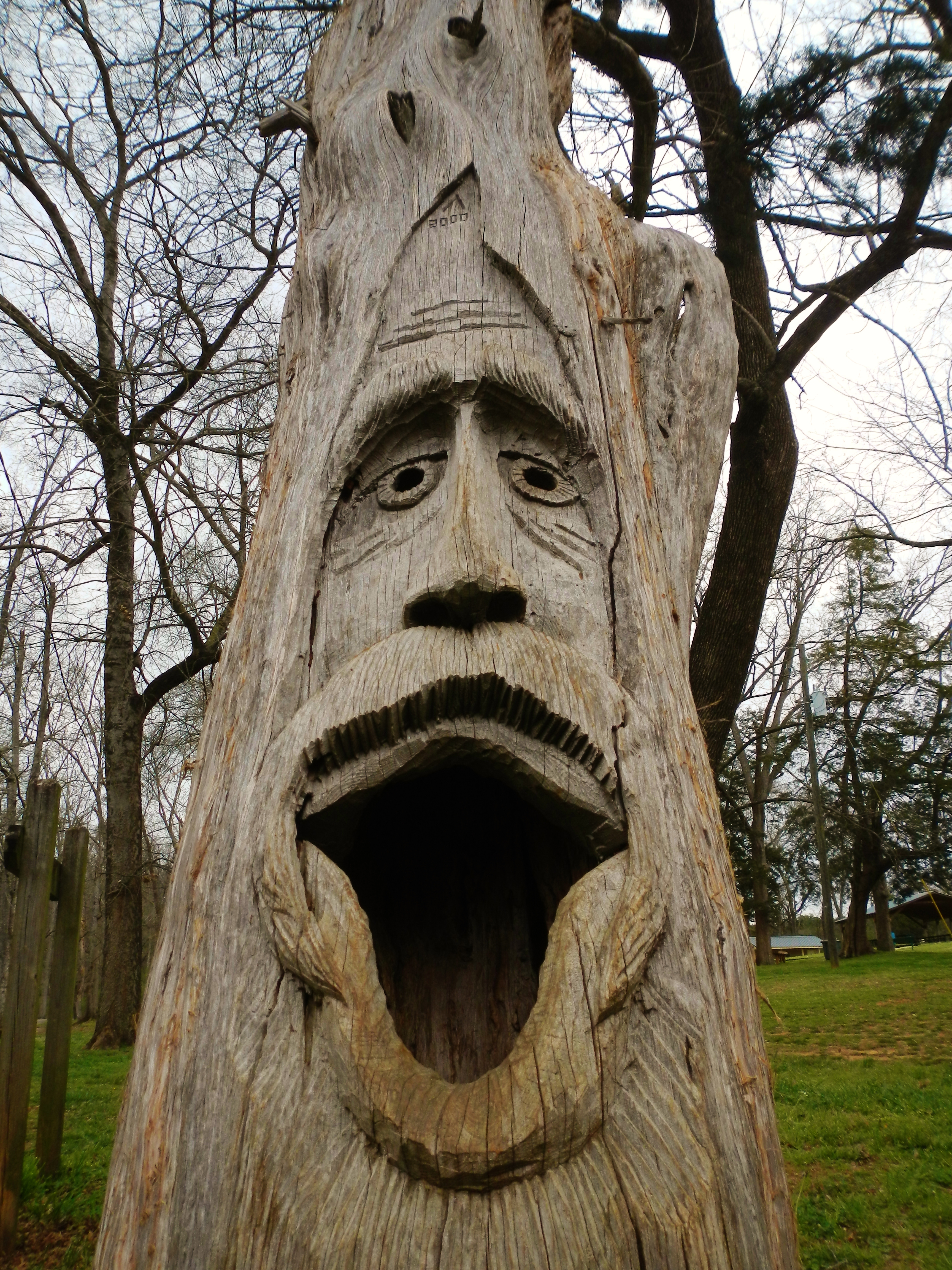
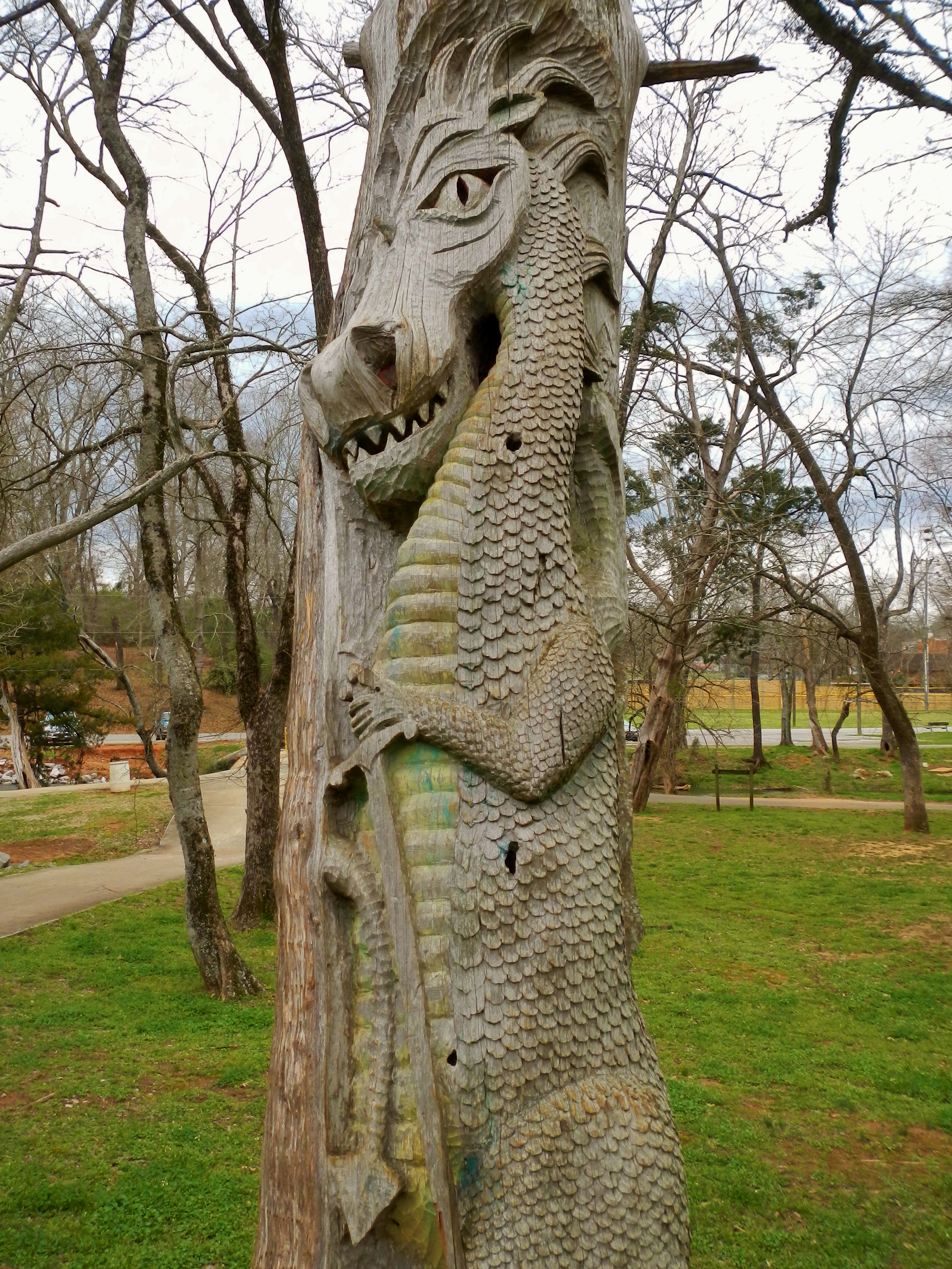